# カメロン・プエルタス
- キャメロン・プエルタス

カメロン・プエルタス・カストロ (Cameron Puertas Castro, 1998年8月18日 - )は、スイス・ヴォー州ローザンヌ出身のサッカー選手。アル・カーディシーヤFC所属。ポジションはMF。
日本のスポーツメディアでは、一般的には『キャメロン・プエルタス』と紹介されている。

## クラブ経歴
2017年に地元のFCローザンヌ・スポルトのトップチームに昇格。2018-19シーズンより正式にトップチームに定着。2018年11月24日のチャレンジリーグ (2部リーグ)のFCヴィンタートゥール戦でプロデビュー。同シーズンは19試合2ゴールを記録。翌2019-20シーズンは2部リーグ優勝に貢献し、スーパーリーグに復帰。初のトップリーグとなった2020-21シーズンは33試合5ゴールを記録。2021年2月28日のFCルガーノ戦では、鈴木冬一からのアシストでゴールを決めた。
2022年1月22日、ロイヤル・ユニオン・サン＝ジロワーズと3年半の契約を締結したことが発表された。
2024年8月26日、アル・カーディシーヤFCに移籍した。